# Боджанг, Адама
Адама Боджанг (англ. Adama Bojang; род. 28 мая 2004, Бакау, Большой Банджул) — гамбийский футболист, нападающий клуба «Реймс» и сборной Гамбии.

## Клубная карьера
Боджанг — воспитанник клуба «Стив Бико». В начале 2021 году он дебютировал за основной состав. В июле 2023 года подписал пятилетний контракт с французским клубом «Реймс». 

## Международная карьера
В 2023 году в составе молодёжной сборной Гамбии Боджанг принял участие в молодёжном Кубке Африки в Египте. На турнире он сыграл в матчах против сборных Туниса, Бенина, Замбии, Южного Судана, Нигерии и Сенегала. В поединках против суданцев и нигерийцев Адама забил четыре гола.
В том же году Боджанг принял участие в молодёжном чемпионате мира в Аргентине. На турнире он сыграл в матчах против команд Гондураса, Франции, Южной Кореи и Уругвая. В поединке против гондурасцев Адама сделал «дубль».